# Liga del Fútbol Profesional Boliviano 1997
La Liga de Fútbol Profesional Boliviano 1997 è stata la 21ª edizione della massima serie calcistica della Bolivia, ed è stata vinta dal Bolívar.

## Formula
Il campionato è strutturato in due fasi; le prime due classificate del Torneo di Apertura si qualificano alla fase a eliminazione diretta che laurea il campione di Apertura. Il Torneo Clausura è invece strutturato in due fasi successive a gironi, in cui le prime tre di ogni girone si scontrano in un gruppo di sei squadre per determinare il campione del Clausura.

## Torneo Apertura

### Fase a gironi
Legenda
|  | Qualificata alla fase successiva |

#### Gruppo A
| Pos. | Squadra             | Pt | G  | V | N | P | GF | GS | DR  |
| ---- | ------------------- | -- | -- | - | - | - | -- | -- | --- |
| 1    | The Strongest       | 19 | 10 | 5 | 4 | 1 | 18 | 6  | +12 |
| 2    | Bolívar             | 15 | 10 | 4 | 3 | 3 | 15 | 9  | +6  |
| 2    | San José            | 15 | 10 | 4 | 3 | 3 | 16 | 15 | +1  |
| 4    | Ind. Petrolero      | 13 | 10 | 4 | 1 | 5 | 15 | 16 | -1  |
| 4    | Chaco Petrolero     | 13 | 10 | 4 | 1 | 5 | 12 | 21 | -9  |
| 6    | Deportivo Municipal | 7  | 10 | 1 | 4 | 5 | 10 | 19 | -9  |

#### Gruppo B
| Pos. | Squadra           | Pt | G  | V | N | P | GF | GS | DR  |
| ---- | ----------------- | -- | -- | - | - | - | -- | -- | --- |
| 1    | Blooming          | 20 | 10 | 6 | 2 | 2 | 25 | 12 | +13 |
| 2    | Guabirá           | 19 | 10 | 6 | 1 | 3 | 18 | 13 | +5  |
| 3    | Wilstermann       | 15 | 10 | 5 | 0 | 5 | 14 | 14 | 0   |
| 4    | Real Santa Cruz   | 11 | 10 | 3 | 2 | 5 | 14 | 20 | -6  |
| 4    | Destroyers        | 11 | 10 | 3 | 2 | 5 | 13 | 20 | -7  |
| 6    | Oriente Petrolero | 9  | 10 | 2 | 3 | 5 | 11 | 16 | -5  |

### Semifinali

#### Andata
| Arbitro: | Saucedo |

|              |           |  |
| Céspedes 22’ | Marcatori |  |

| Arbitro: | Peña |

|  |           |                                  |
|  | Marcatori | 47’ González 89’ (rig.) Castillo |

#### Ritorno
| Arbitro: | Lugones |

|                                        |           |  |
| Sánchez 69’ (rig.) Castillo 76’ (rig.) | Marcatori |  |

| Arbitro: | Ortubé |

|                                   |           |                          |
| Ribera 3’ (aut.) Castillo 16’ 81’ | Marcatori | 48’ 80’ Ortiz 83’ Antelo |

### Finale

#### Andata
| Arbitro: | Ortubé |

| |            | |
| | Marcatori  | 83’ Cueto |
| · Verdugo 25 P · Rea 4 D · Sánchez 3 D · Villegas 6 D · Vaca 2 D · Romero 5 C · Blanco 8 C · Torrico 7 C · Castillo 10 C · Saturnino 11 A · Pérez 18 C · Suárez 9 A · Orellana 15 A | Formazioni | · P 1 N'Kono · D 2 Jiguchi · D 4 Rimba · D 3 Sandy · D 5 I. Castillo · C 8 Montaño · C 6 Soria · C 14 Salguero · C 7 Cristaldo · C 10 R. Castillo · C 15 Sánchez · A 11 Reynaldo · A 18 Cueto · A 9 González |
| Núñez | Allenatori | Orosco |

#### Ritorno
| Arbitro: | Luna |

| |            | |
| González 28’ (rig.) Sandy 43’ | Marcatori  | |
| · N'Kono 1 P · Jiguchi 2 D · Rimba 4 D · Sandy 3 D · I. Castillo 5 D · Montaño 6 C · Borja 8 C · Fernández 13 D · Cristaldo 7 C · Sánchez 10 C · Salguero 14 C · Daguino 11 A · Cueto 16 A · González 9 A | Formazioni | · P 25 Verdugo · D 4 Rea · A 18 Uriona · D 3 Sánchez · D 6 Villegas · C 16 Gareca · D 2 Vaca · C 5 Romero · C 8 Pérez · A 15 Saturnino · C 7 Torrico · C 10 Castillo · A 11 Orellana · A 9 Suárez |
| Orosco | Allenatori | Núñez |

## Torneo Clausura

### Fase preliminare

#### Gruppo A
| Pos. | Squadra           | Pt | G  | V | N | P | GF | GS | DR  |
| ---- | ----------------- | -- | -- | - | - | - | -- | -- | --- |
| 1    | Bolívar           | 24 | 12 | 7 | 3 | 2 | 30 | 15 | +15 |
| 2    | Destroyers        | 21 | 12 | 6 | 3 | 3 | 19 | 20 | -1  |
| 3    | Chaco Petrolero   | 17 | 12 | 5 | 2 | 5 | 16 | 14 | +2  |
| 4    | Oriente Petrolero | 15 | 12 | 4 | 3 | 5 | 17 | 17 | 0   |
| 5    | San José          | 13 | 12 | 4 | 1 | 7 | 19 | 23 | -4  |
| 6    | Real Santa Cruz   | 10 | 12 | 2 | 4 | 6 | 6  | 18 | -12 |

Il Destroyers non accede alla fase successiva a causa del risultato del torneo di Apertura che lo aveva qualificato per i playout; pertanto, al gruppo finale accede l'Oriente Petrolero.

#### Gruppo B
| Pos. | Squadra             | Pt | G  | V | N | P | GF | GS | DR  |
| ---- | ------------------- | -- | -- | - | - | - | -- | -- | --- |
| 1    | The Strongest       | 20 | 12 | 5 | 5 | 2 | 23 | 13 | +10 |
| 2    | Blooming            | 19 | 12 | 5 | 4 | 3 | 17 | 18 | -1  |
| 3    | Wilstermann         | 17 | 12 | 4 | 5 | 3 | 16 | 16 | 0   |
| 4    | Ind. Petrolero      | 15 | 12 | 4 | 3 | 5 | 18 | 17 | +1  |
| 5    | Guabirá             | 14 | 12 | 3 | 5 | 4 | 15 | 19 | -6  |
| 6    | Deportivo Municipal | 11 | 12 | 3 | 2 | 7 | 14 | 21 | -5  |

### Girone finale
| Pos. | Squadra           | Pt | G  | V | N | P | GF | GS | DR  |
| ---- | ----------------- | -- | -- | - | - | - | -- | -- | --- |
| 1    | Bolívar           | 25 | 10 | 8 | 1 | 1 | 33 | 9  | +24 |
| 2    | Oriente Petrolero | 18 | 10 | 6 | 0 | 4 | 21 | 16 | +5  |
| 3    | Blooming          | 16 | 10 | 5 | 1 | 4 | 21 | 19 | +2  |
| 4    | The Strongest     | 15 | 10 | 5 | 0 | 5 | 16 | 19 | -3  |
| 5    | Wilstermann       | 12 | 10 | 4 | 0 | 6 | 16 | 23 | -7  |
| 6    | Chaco Petrolero   | 3  | 10 | 1 | 0 | 8 | 10 | 32 | -22 |

## Verdetti
- Bolívar campione nazionale
- Real Potosí promosso dalla seconda divisione (Copa Simón Bolívar).

## Classifica marcatori
| Gol |  |  | Giocatore             | Squadra           |
| --- |  |  | --------------------- | ----------------- |
| 24  |  |  | Víctor Antelo         | Blooming          |
| 19  |  |  | Sérgio João           | Bolívar           |
| 18  |  |  | Roly Paniagua         | Oriente Petrolero |
| 17  |  |  | Berthy Suárez         | The Strongest     |
| 14  |  |  | Limberg Gutiérrez     | Blooming          |
| 10  |  |  | Carlos Cárdenas       | Chaco Petrolero   |
| 10  |  |  | José Luis Ortiz Soliz | Blooming          |
| 10  |  |  | Wallace               | The Strongest     |
| 9   |  |  | Jefferson Gottardi    | Bolívar           |